# MHK Wozniesieńsk
MHK Wozniesieńsk (ukr. Футбольний клуб «МГК» Вознесенськ, Futbolnyj Kłub "MHK" Woznesenśk) – ukraiński klub piłkarski z siedzibą w Wozniesieńsku, w obwodzie mikołajowskim.

## Historia
Chronologia nazw:
- 193?—19??: Łokomotyw Wozniesieńsk (ukr. «Локомотив» Вознесенськ)
- 199?—1995: MHK Wozniesieńsk (ukr. «МГК» Вознесенськ)

Piłkarska drużyna Łokomotyw została założona w mieście Wozniesieńsk w latach 30. XX wieku. Zespół występował w rozgrywkach lokalnych. W 1938 startował w Pucharze ZSRR. Potem kontynuował występy w rozgrywkach Mistrzostw i Pucharu obwodu mikołajowskiego. 

## Sukcesy
- 1/256 finału Pucharu ZSRR:

1938